# نواه ويلش
نواه ويلش (بالإنجليزية: Noah Welch)‏ هو لاعب هوكي الجليد أمريكي، ولد في 26 أغسطس 1982 في Brighton, Boston ‏ في الولايات المتحدة.

## وصلات خارجية
- نواه ويلش على موقع دوري الهوكي الوطني (الإنجليزية)
- نواه ويلش على موقع قاعة مشاهير الهوكي (لاعب أن.إتش.أل) (الإنجليزية)
- نواه ويلش على موقع الدوري الأمريكي لهوكي الجليد (الإنجليزية)
- نواه ويلش على موقع EliteProspects.com (الإنجليزية)
- نواه ويلش على موقع Eurohockey.com (الإنجليزية)
- نواه ويلش على موقع HockeyDB.com (الإنجليزية)
- نواه ويلش على موقع Hockey-Reference.com (الإنجليزية)
- نواه ويلش على موقع أوليمبيديا (الإنجليزية)